# Swietacz (rejon smorgoński)
Swietacz (biał. Светач; ros. Светоч) − wieś na Białorusi, w obwodzie grodzieńskim, w rejonie smorgońskim, w sielsowiecie Zalesie.
Do 1969 roku wieś nosiła nazwę Szałudźki.
Dawniej używane nazwy – Sienkiewicze.

## Historia
W czasach zaborów wieś w gminie Smorgonie, w powiecie oszmiańskim, w guberni wileńskiej Imperium Rosyjskiego. W 1905 roku liczyła 70 mieszkańców, 381 dziesięcin.
W latach 1921–1945 wieś leżała w Polsce, w województwie wileńskim, w powiecie oszmiańskim, w gminie Smorgonie.
W 1931 wieś w 33 domach zamieszkiwało 160 osób.
Wierni należeli do parafii rzymskokatolickiej i prawosławnej w Smorgoniach. Miejscowość podlegała pod Sąd Grodzki w Smorgoniach i Okręgowy w Wilnie; właściwy urząd pocztowy mieścił się w Smorgoniach.
Po II wojnie światowej w granicach Związku Sowieckiego. Do 1973 roku w sielsowiecie Szutowicze. Od 1991 w niepodległej Białorusi.